# Vestkollen
Der Vestkollen (norwegisch für Westhügel) ist ein Hügel im ostantarktischen Mac-Robertson-Land. In den Framnes Mountains ragt er am Ufer des Hanging Lake auf.
Die Benennung des Hügels geht vorgeblich auf russische Wissenschaftler zurück.